# 統治階級
統治階級（英語：Ruling class），社會學術語，意指在某個特定社會中存在一個特別的社會階級，這個階級的人可以決定政治權力的分配與使用方式。
通常，統治階級是指上層階級，他們擁有絕大部份的財產，他們的意見對中下階級的人有很大的影響力。
馬克思主義認為，在資本主義國家當中，統治階級即是資本家所組成的資產階級，他們擁有資本與生產資料，因此能夠主導下層的無產階級。